# Téléosémantique
La téléosémantique est un projet interdisciplinaire d'explication des représentations mentales. Elle postule que tous les états mentaux sont des représentations qui doivent être considérées comme des états internes d'un système physique ou d'un organisme biologique. Ces états internes sont dans une relation de covariation avec certains états de l'environnement. C'est en vertu de cette relation de covariation que les états internes portent une information sur l'environnement et constituent ainsi une représentation mentale.
La tâche que se fixe la téléosémantique est d'identifier les mécanismes naturels qui expliquent que les états mentaux en viennent à porter sur des objets de l'environnement et à posséder ainsi une signification. On parle, dans ce contexte, d'intentionnalité pour qualifier cette relation sémantique qu'entretiennent les représentations avec les objets du monde qu'elles représentent, et de fonction téléologique pour désigner le rôle qu'occupe une représentation dans cette relation.
Le mot « téléosémantique » est forgé à partir des termes grecs « télos » qui signifie but ou fonction et « sêmantikos » qui désigne ce qui est signifié ou indiqué. Les principaux promoteurs de la téléosémantique sont Fred Dretske, Ruth Millikan, David Papineau et le francophone Claude Panaccio.

## Programme de naturalisation
L'approche téléosémantique s'inscrit dans un programme de naturalisation de l'esprit interprété comme un processus naturel « intentionnel ». L'explication de ce processus doit être formulé sans faire appel à des concepts intentionnels, puisque l'intentionnalité des représentations est précisément ce qu'il s'agit d'expliquer. L'idée principale de cette démarche explicative consiste à montrer comment la signification des représentations mentales se constitue à partir de processus naturels non intentionnels comme ceux qui sont réalisés dans des systèmes purement fonctionnels (organismes simples ou machines informatiques par exemple).
Pour aborder une telle tâche, la téléosémantique de Ruth Millikan étudie l'intentionnalité dans des organismes vivants dont le système cognitif est plus simple que la cognition humaine. La stratégie consiste dès lors à trouver une classe de caractères biologiques que l'on peut, de façon plausible, tenir pour intentionnels, et à utiliser ensuite ces exemples pour déterminer ce qui distingue l'intentionnalité d'autres fonctions biologiques.
La nature fournit une abondante source de tels exemples. Pour Millikan, les exemples les plus intéressants à cet égard sont les signaux émis par certains animaux, soit parce que ces signaux sont suffisamment simples pour que l'on discerne clairement ce qui est en jeu, soit parce que, bien que complexes, ils sont émis par des animaux relativement simples, comme les abeilles qui transmettent des informations précises et complexes sur la position des fleurs à butiner en effectuant une sorte de danse (la « danse des abeilles »).

## Notion de fonction téléologique
Le projet téléosémantique de naturalisation de l'esprit implique la notion de fonction téléologique. Une fonction est dite « téléologique » lorsque les entités possédant cette fonction ont une certaine finalité qui explique leur présence. Cette notion de finalité ne doit toutefois pas être confondue avec le sens que lui donnent les théories finalistes ou téléologiques traditionnelles (vitalistes par exemple), qui conçoivent la finalité comme une forme spécifique ou inversée de causalité, bien différente de la causalité efficiente (dans la causalité efficiente les causes précèdent et déterminent l'effet). La téléosémantique cherche au contraire à réduire l'apparente finalité de la nature à la causalité efficiente en la comprenant à partir de mécanismes naturels tels que la sélection naturelle.
Selon cette approche, c'est la fonction d'un caractère ou d'un trait donné qui constitue sa finalité et explique sa présence. La notion de fonction ici en jeu peut être envisagée de deux façon différentes :
- soit comme une notion biologique telle que la définit la théorie de la sélection naturelle (Ruth Millikan) ;
- soit comme un concept faisant intervenir une idée de sélection par apprentissage comparable dans son principe à la sélection naturelle (Fred Dretske).

Dans le premier cas de figure, la fonction téléologique d'un caractère biologique chez un certain type d'organisme s'explique par le fait que, dans le passé, des organismes du même type qui possédaient ce caractère ont été sélectionnés en vertu de l'effet qu'exerçait sur eux ce caractère. Cette conception fait dépendre la notion de fonction de l'histoire sélective des organismes qui possèdent le caractère biologique considéré. Elle fait appel à l'histoire « phylogénétique » ou « étiologique » des organismes vivants.
Dans le second cas de figure, c'est l'apprentissage, et plus précisément l'apprentissage par conditionnement opérant, qui donne lieu à de véritables représentations comme les croyances. Une fonction acquiert ainsi sa valeur représentationnelle en vertu de l'histoire de l'organisme individuel considéré. Une telle conception fait appel à l'histoire « ontogénétique » des organismes vivants. Pour Fred Dretske, qui soutient cette thèse, la notion de fonction est associée à celle d' « indication » : c'est la relation sémantique d'indication qui explique le recrutement sélectif d'un état interne du cerveau dans une fonction.
Le concept de fonction téléologique permet de faire la distinction entre ce qu'un état est censé faire – son « rôle causal » – et ce qu'il fait effectivement. C'est en s'appuyant sur cette distinction que la téléosémantique tente de rendre compte du caractère « normatif » et en apparence non « causal » et non « factuel » des représentations. La normativité d'une représentation désigne le fait qu'elle puisse être appliquée à tort ou à raison aux objets de l'environnement, et donc être vraie ou fausse. C'est également à partir de cette distinction entre « rôle causal » et causalité effective que la téléosémantique justifie la possibilité d'une méprise représentationnelle, comme le fait de croire à quelque chose qui n'existe pas, ce que ne permet pas une théorie simplement causale selon laquelle une représentation représente ce qui la cause.

## Fonctionnalisme biologique et théorie de l'évolution
La téléosémantique de Ruth Millikan cherche à lier une conception fonctionnaliste de l'esprit à la théorie de l'évolution biologique. Il s'agit de disposer d'une explication de nos états mentaux qui unit la théorie fonctionnaliste de l'esprit à la théorie de l'évolution biologique des espèces.
La théorie de la sélection naturelle formulée au départ par Charles Darwin et les évolutionnistes semble en particulier offrir une réponse à la question de la réalisabilité multiple des états mentaux qu'avait soulevée les théoriciens du fonctionnalisme Jerry Fodor et Hilary Putnam. Le fonctionnalisme qu'ils défendent soutient l'idée que les états mentaux sont réalisés de multiples façons dans la nature et qu'ils peuvent l'être aussi dans des machines. A un type d'état mental correspond plusieurs réalisations physiques ou biologiques possibles. Si l'on adopte cette conception des fonctions biologiques, la théorie de l'évolution semble pouvoir y répondre de la façon suivante : les caractères biologiques qui réalisent les états mentaux sont sélectionnés en fonction de leurs effets sur la survie et la reproduction des organismes chez lesquels ils se trouvent.

## Téléosémantique et sémantique informationnelle
La sémantique informationnelle s'inscrit dans un programme de naturalisation de l'esprit initié par Paul Grice et développé par Fred Dretske. Elle consiste en une généralisation du principe de « signification naturelle » tel que Grice l'a formulé. Ce principe interprète la signification en termes de causalité naturelle. Ainsi, à la différence du mot « feu » qui a pour signification « non naturelle » le feu, la fumée a pour signification naturelle la présence d'un feu. La fumée signifie ou indique naturellement la présence d'un feu parce qu'il existe une relation de causalité régulière entre le feu et la fumée. De même, l'empreinte d'un pas sur le sol ou l'empreinte digitale imprimée sur une feuille de papier sont des indices qui véhiculent une information en vertu du fait qu'il existe une relation de causalité entre celui qui produit l'empreinte et l'empreinte elle-même. Selon la sémantique informationnelle, il existe également une covariation « nomologique » (obéissant à une loi causale de la nature) entre un état interne du cerveau et un état externe de l'environnement, en vertu de laquelle le premier indique le second.
Le projet téléosémantique de Ruth Millikan part des limites de la sémantique informationnelle de Fred Dretske. Celle-ci ne serait pas en mesure de rendre compte de la méprise représentationnelle (comme le fait de croire à quelque chose qui n'existe pas) ni du caractère normatif des représentations (le fait pour elles d'être vraie ou fausses). Le concept téléosémantique de fonction téléologique défini par Millikan permettrait en revanche de rendre compte de la normativité des représentations en définissant la fonction d'un organisme comme ce qui se réalise dans les conditions « normales » de son fonctionnement à travers l'histoire évolutive des espèces.

## Objections et critiques
L'une des objections auxquelles la téléosémantique est confrontée est que l'attribution d'une fonction à un individu est toujours relative au choix d'interprétation de l'observateur extérieur qui l'attribue à cet individu. La téléosémantique devrait donc renoncer à l'idée que les représentations puissent être identifiées à des états appartenant au sujet qui les possède. Cette objection a en particulier été adressée à Daniel Dennett qui a développé la thèse selon laquelle l'attribution à un organisme d'une fonction ou d'une intentionnalité par un biologiste, un psychologue ou un simple observateur dépend de la stratégie adoptée par ceux-ci pour prédire son comportement
Une objection plus courante mais plus radicale de la téléosémantique part du constat que celle-ci refuse a priori ou par principe d'intégrer dans son projet d'explication les aspects subjectifs ou qualitatifs des représentations mentales, tels que l'expérience de la couleur rouge ou la sensation de chaud ou de froid. Ces aspects sont pourtant constitutifs de ce qui fait, selon certains détracteurs de la téléosémantique, la spécificité de l'esprit : la conscience phénoménale.

### en anglais
- Fred Dretske, Naturalizing the Mind, MIT Press, 1995 ; Perception, Knowledge and Belief, Cambridge UP, 2000.
- Ruth Millikan, White Queen Psychology and Other Essays for Alice, MIT Press, 1993.
- David Papineau, Philosophical naturalism, Basil Blackwell, 1993.

### en français
- Elisabeth Pacherie, Naturaliser l'intentionnalité : essaie de philosophie de la psychologie, PUF, 1993.
- François Athané, Edouard Machery et Marc Silberstein (dir.), Matière première. Revue d'épistémologie et d'études matérialistes, vol. n° 1 : « Nature et naturalisation », Syllepse, coll. « Matériologiques », 2006.
- Pierre Jacob, L'intentionnalité. Problèmes de philosophie de l'esprit, Odile Jacob, 2004.
- Pierre Livet (dir.), De la perception à l'action. Contenus perceptifs et perception de l'action, Vrin, 2000.
- Arnaud Dewalque et Charlotte Gauvry (dir.), Conscience et représentation. Introduction aux théories de l'esprit, Vrin, 2016.